# Cotinusa trifasciata
Cotinusa trifasciata är en spindelart som först beskrevs av Cândido Firmino de Mello-Leitão 1943.  
Cotinusa trifasciata ingår i släktet Cotinusa och familjen hoppspindlar. Inga underarter finns listade i Catalogue of Life.